# Гредескул, Николай Андреевич
Николай Андреевич Гредескул (20 апреля [2 мая] 1865, Купянский уезд, Харьковская губерния — 8 сентября 1941, Ленинград) — юрист-цивилист, русский либеральный политик, депутат Государственной думы I созыва от Харьковской губернии.

## Биография
Родился 20 апреля (2 мая) 1865 года на хуторе Свяченый Яр в Купянском уезде Харьковской губернии — сын потомственного дворянина Андрея Порфирьевича Гредескула.
В 1875—1883 годах учился в 3-й Харьковской гимназии, которую окончил с золотой медалью. В 1883—1887 годах учился на естественном отделении физико-математического факультета Харьковского университета. Стал готовиться к экзаменам по юридическому факультету, которые в 1890 году сдал экстерном и получил диплом 1-й степени. В феврале 1891 года был оставлен при университете стипендиатом для приготовления к профессорскому званию по кафедре гражданского права. Через три года выдержал магистрские экзамены по гражданскому праву и получил звание приват-доцента. С осени 1894 года читал в Харьковском университете курс гражданского судопроизводства. В 1900 году напечатал магистерскую диссертацию «К учению об осуществлении права…», которую защитил 22 октября. В августе 1901 года был назначен исполняющим должность экстраординарного профессора по кафедре гражданского права. Летом 1902 года посетил многие университетские города Европы. В 1902—1904 годах был членом университетского суда. Был деканом юридического факультета Харьковского университета.
Н. А. Гредескул хорошо владел основными европейскими языками, говорил и писал на латыни.

### Либеральный политик
В конце 1904 года, в ответ на рост социальной напряжённости в результате поражения в русско-японской войне он вместе с другими известными русскими учёными и земскими деятелями призвал к политическим реформам и сыграл важную роль в создании либерального «Союза Освобождения». Гредескул отмечал, что традиционная профессорская враждебность по отношению к студенческих протестам, например, во время студенческих волнений в 1899 году, возможно, была ошибочной. В октябре 1905 года, в разгар революции, Гредескул стал одним из членов-основателей Конституционно-демократической партии и членом её Центрального Комитета. С ослаблением цензурных ограничений в 1905 году Гредескул основал и стал редактором харьковской газеты «Мир». В декабре 1905 года газета «Мир» была закрыта, а Гредескул арестован и сослан в Архангельскую губернию. Однако ещё до ареста он был избран выборщиком для выборов в Думу. После ареста его из списка выборщиков исключили, но собрание единогласно снова внесло его в списки для голосования и его заочно избрали депутатом в Государственную думу. Благодаря этому он получил возможность вернуться из ссылки в Архангельске прямо в Петербург.
Он приехал в Санкт-Петербург в апреле 1906 года, когда Дума приступила к работе. Гредескул был избран вторым заместителем председателя Думы по настоянию левых партий, так как в то время он входил в левое крыло кадетской партии, а возвращение из политической ссылки создало ему хорошую репутацию у радикально настроенных депутатов.
После роспуска Думы 9 июля 1906 г. Гредескул подписал Выборгское воззвание, в котором содержался призыв к ненасильственному сопротивлению властям. Он был арестован, заключен в тюрьму на три месяца и ему было запрещено баллотироваться на будущих выборах в Думу вновь. Наказание отбывал в Петербургской тюрьме «Кресты», одновременно с В. Д. Набоковым.
В 1906 году он стал также профессором права в Санкт-Петербургском политехническом институте. Именно он придумал термин «психология отчаяния», чтобы описать психологию русского общества в результате поражения революции. Он считался одним из известных теоретиков кадетской партии. Гредескул защищал либеральный курс русской интеллигенции от критики справа авторов сборника «Вехи» в 1909 году. В конце 1911 года, после убийства премьер-министра Петра Столыпина бывшим тайным полицейским осведомителем Богровым, Гредескул выступил с идеей, что в ответ на снижение революционного политического терроризма после 1907 года правительство должно также ограничить свои тайные операции.

### Поворот вправо
Хотя вначале Гредескул принадлежал к левому крылу Конституционно-демократической партии, после 1910 года его позиция начала смещаться вправо. В 1912—1914 годах он ратовал за союз с прогрессистами и левым крылом октябристов. В 1916 году, в разгар Первой мировой войны, он опубликовал брошюру по проблемам национальных меньшинств в России, которая показала, что его взгляды сдвинулись ещё правее. После этого он заявил о выходе из кадетской партии, в которой состоял с момента её основания. Вскоре он стал писать для газеты «Русская воля», основанной министром Александром Протопоповым и получавшей правительственную субсидию, а с февраля по октябрь 1917 года Гредескул был редактором этой газеты. После октябрьского переворота «Русская воля» была закрыта.

### После революции 1917 года

#### Поворот «влево»
После Октябрьской революции Гредескул остался в Советской России, хотя его семья, в основном, эмигрировала. Он считал, что русская интеллигенция должна прийти к согласию с большевистскими властями, которые, по его мнению, встали на защиту национальных интересов. Эти идеи Н. А. Гредескула на несколько месяцев опередили «сменовеховство» Николая Устрялова. Летом 1920 года советские органы организовали для Гредескула турне по стране с лекциями. После чего Гредескул опубликовал цикл статей в «Известиях». Главный тезис Гредескула:

С каждым днем становится всё виднее, что перед нами не тупик истории и не случайный её эпизод, а большая, торная, светлая дорога, по которой идёт исторический процесс, и на этот раз направляемый сознательными усилиями прозорливых деятелей, ведёт нас к величайшему перелому во всей человеческой истории.

Дальнейшее оформление новый взгляд Гредескула на большевизм получил в книге «Россия прежде и теперь». В этой книге Гредескул пытался объединить марксизм и ницшеанство.
Вошёл в состав группы «Красная профессура». В 1920 вступил в Научное общество марксистов при Петроградском университете.
В это время Гредескула критиковали его бывшие коллеги по работе в «Русской воле»:

«перемётная сума», <…> первая пташка, перепорхнувшая из петроградской голодной журналистики к лакомым крошкам, обильно роняемым со стола ликующей Петрокоммуны.

Однако критиковали и те, кто придерживался более левых взглядов, чем он: например, Максим Горький говорил, что «Гредескула в герои не возведёшь».
Летом 1920 года большевистские власти устроили для него турне по стране.
В эти же годы Гредескул занимается педагогической и общественной работой. Он читает лекции в ряде ленинградских вузов, в том числе и в Ленинградском Университете. В начале 1925 года Н. А. Гредескул избран секретарем «Общества Вагнеровского искусства» в Ленинграде.

#### «Биологизаторство»
В своих философских исканиях Н. А. Гредескул стремился соединить социологию марксизма с биологией. Он обращался к биологическому генезису общества, к «биологической материи» социальной реальности. Биологические факторы Гредескул рассматривал как более глубокие и материалистические, чем собственно социологические. Человек своей деятельностью видоизменяет окружающую, в том числе биологическую, природу и создает свою собственную материальную среду, к которой затем приспосабливается «биологической переорганизацией своего мозга». Именно из этого, по мнению Гредескула, следовал вывод, что бытие определяет сознание.
В статье, опубликованной в 1928, он настаивал на единстве наук общественных и естественных, считая, что это единство должно обеспечиваться применением в этих областях знания диалектического метода. Он довольно подробно разбирает выступления А. Ф. Самойлова и других биологов против привлечения диалектики к решению проблем частных естественных наук, вскрывает сущность механистического метода — сведение сложного к элементам. Он одним из первых противопоставил «механистов» и «диалектиков»: если первые абсолютизировали элементаристский подход, то вторые — системный, по его терминологии — «синтетический». Сам же он придерживался второго. Он полагал, что только при таком подходе можно достойно критиковать витализм (холизм). Сам Гредескул также подвергся довольно резкой критике за сведение социального к биологическому при рассмотрении факторов развития общества.

#### Последние годы
В 1921—1925 годах Гредескул был профессором кафедры гражданского права факультета общественных наук Ленинградского университета, в 1926—1929 годах — сверхштатный профессор факультета языкознания и материальной культуры, в 1929—1930 годах — профессор	Ленинградского историко-лингвистического факультета; в 1930 году в качестве сверхштатного профессора ЛИФЛИ вёл курс «Генетическая социология».
После 1930 года статьи Гредескула перестали появляться в печати. Это привело к широко распространившимся предположениям, что Н. А. Гредескул был репрессирован предположительно в 1933 году. Причина этого в том, что в начале 1930-х (до смерти дочери от второго брака Люши) у Н. А. Гредескула случился удар, он стал страдать расстройством памяти.
Умер в первых числах сентября 1941 года в Ленинграде. Его похоронили на Богословском кладбище. На могиле поставили временный деревянный крест с тем, чтобы после войны установить более долговечное надгробие. Но, когда в 1950-х годах дочь Гредескула, В. Н. Тигонен, пришла на могилу отца, выяснилось, что там похоронена неизвестная женщина, и никаких следов, что там ранее был погребён Н. А. Гредескул, нет.

### Семья
- Жена — Татьяна Владимировна (урождённая Грейф[20]; ок. 1870—?). Татьяна Владимировна развелась с Гредескулом в 1918 году и, взяв с собой дочерей, уехала в Бессарабию, находившуюся тогда под контролем Румынии.
  - Людмила (?—1941), вернулась в Советский Союз в декабре 1930 года, но её университетский диплом не был признан, и она смогла только устроиться на завод Козицкого сортировать электрические лампочки. Была арестована 5 июля 1941 года по делу Л. Закке[21], осуждена по ст. 58 −1 на 10 лет ИТЛ и погибла при строительстве оборонительного рубежа под Смоленском в том же году.
  - Вера (1906—1978), в замужестве Тигонен; была в эвакуации, вернулась в Ленинград в начале 1950-х. Её дочь — Татьяна Вильгельмовна Тигонен, внучка Н. А[2]
  - Анна, вышла замуж за врача Белой армии Виктора Иванченко и осталась с мужем в Румынии, где родила двух сыновей: Олега и Юрия Иванченко.
- По-видимому, был женат вторично на Анне Васильевне Новорусской (1883 — после 1946), племяннице М. В. Новорусского, перед Великой Отечественной войной работавшей учительницей в селе Парфино Старорусского района[22]. У них родилась дочь Люша (?—1932)[23].
- Брат — Борис (?—?),
  - Племянник — Андрей Борисович Гредескул (1917—2008), доктор технических наук (1964), профессор; в 1956—1986 годах был заведующим кафедрой автомобилей Харьковского автомобильно-дорожного института[24]; его сын Сергей Андреевич Гредескул (1942—2023) — советский и израильский физик-теоретик, материаловед, лауреат Государственной премии Украинской ССР (1985), погиб при налете ХАМАС.
- Брат — Сергей (1879, Харьков — ?), поручик. Участник Белого движения. Взят в плен. На особом учёте с 1920 на Украине[25].
- Брат — Владимир (?—?).

### Адреса
- февраль 1905 — Харьков, ул. Бассейная, 6[26].
- с 1914 до 1941 — Петроград, Большая Монетная ул., д. 21[27].

#### Книги и брошюры
- К учению об осуществлении права. Интеллектуальный процесс, требующийся для осуществления права. — Харьков: Тип. А. Дарре, 1900. — 235 с.
- Социологическое изучение права. — С.-Пб., 1900. — 13 с.
- Марксизм и идеализм. — Харьков, 1905. — 45 с.
- На темы дня: Две речи. — Харьков, 1905.
- Современные вопросы права. — Харьков: Изд. кн. маг. П. А. Брейтигама, 1906. — 53 с.
- Право и экономика. — С.-Пб., 1906.
- Лекции по общей теории права. — С.-Пб., 1909. — 317 с.
- Террор и охрана. — С.-Пб., 1912.
- Роль интеллигенции в общественной жизни. — Н. Новгород, 1913.
- Личность и общество. — Екатеринослав, 1914.
- Россия и её народы: Великая Россия как программа разрешения национального вопроса в России. — Пг.: Изд-во М. В. Попова, 1916. — 79 с.
- Происхождение и развитие общественной жизни. Том 1. «Биологические основы социологии. Коммунизм в биологии. Его роль, как фактора эволюции». — Л.: «Сеятель» Е. В. Высоцкого, 1925.
- Россия прежде и теперь. — М.; Л., 1926. — 254 с.
- Происхождение человека от обезьяны. — Л., 1928.
- История материальной культуры. — Л., 1930.

#### Избранные статьи
- К оценке теории состязательного начала в гражданском процессе // Журнал Петербургского юридического общества. — 1898. — Кн. 2.
- Социологическое изучение права // Журнал Министерства юстиции. — 1900. — № 10. — С. 124—134.
- К вопросу о способах изучения права // Журнал Министерства юстиции. — 1904. — № 4.
- К теории власти // Современные вопросы права. — Харьков, 1906.
- Очерки по теории гражданского процесса // Известия СПб. политехнического института. — Т. XIII. — 1906
- Патриотизм и конституция // Русская мысль. — 1908. — № 1.
- Этюды из области теории оценки // Русская мысль. — 1909. — № 2.
- Перелом русской интеллигенции и его действительный смысл // Интеллигенция в России: Сб. ст. — СПб., 1910.
- Недосягаемый образец // Венок на могилу Сергея Андреевича Муромцева. — С. 89—90.
- Приключения с публичным словом // «Речь». — 1912. — № 117 (2071). — 30 апреля (13 мая). — С. 2.
- «Смена вех» // Известия Ц. И. К. — 11 ноября 1921 г.
- Условные рефлексы и революция: По поводу выступления акад. И. П. Павлова // Звезда. — 1924. — № 3.
- Революционный захват университета в Харькове // Пути революции. — 1925. — № 3 [воспоминания о событиях 1905 года].
- Понятие эволюции. Эволюция механическая, творческая, диалектическая // Под знаменем марксизма. — 1927. — № 7—8.
- Быть ли естествознанию механическим или стать диалектическим? // Под знаменем марксизма. — 1928. — № 1.
- Зачем марксизму нужно естествознание // Научное слово. — 1930. — № 3.